# 중국공산당 중앙통일전선공작부
중국공산당 중앙통일전선공작부(중국어: 中国 共产党 中央统一战线工作部, 영어: Central United Front Work Department, UFWD)는 중국 공산당 산하 기관으로, 당의 이익을 국내외적으로 확대하고 비공산당 세력이나 외부 단체와 협력하거나 영향력을 행사하기 위한 전략기구다. 이 부서는 특히 공산당의 목표 달성을 위해 ‘비당적 세력’을 포섭하거나 통제하려는 활동을 담당한다. 

## 조직
중앙통일전선공작부는 중국공산당 중앙조직부, 중국공산당 중앙선전부와 함께 중국공산당 중앙위원회 내 3대 권력 기관이다. 마오쩌둥과 시진핑이 중앙통일전선공작부를 마법의 무기라고 부를 만큼 효과가 막강한 부서이다.

## 목적
중국공산당 중앙통일전선공작부는 공식적으로 중국인민정치협상회의와 더불어 통일전선을 달성하기 위해 국내외에서 활발하게 활동한다. 여기서 통일전선이란, 레닌이 주창한 공산주의에서 사용되는 표현으로서, 공산주의 혁명 단계에서 자력으로 적을 물리치기 어려울 때 동조 세력을 규합하고, 잠정적인 동맹 관계를 확보하는 전술을 의미한다. 중국공산당은 국내통일전선과 해외통일전선 2가지 전선으로 나눠서 통일전선을 구축하고 있다. 

## 역할
국내에서는 중국의 소수민족과 종교 단체와의 관계를 유지 및 통제하고, 비 공산당 출신 인사들을 포섭하며, 민족·종교 정책의 집행 감독을 실행한다.
국외에서는 중앙통일전선공작부는 영향력 작전과 정보 수집 활동을 혼합한 형태로 활동한다. 이는 국제 정치 환경을 중국에 보다 유리하게 조성하고 다른 나라 정책에 영향을 미치며, 외국이 보유한 신기술에 접근하고, 중국에 비판적인 모든 요소를 제거하는 등 다양한 활동을 포함한다. 이는 주로 외국에 살고 있는 화교들을 포섭하고, 이들을 외국의 유력 인사 및 정부 인사들에게 접근하게 하여 접촉을 확대하는 방식으로 이뤄진다.
이외에도 통일전선 구축에 있어서 국가안전부, 인민해방군, 외교부, 교육부, 문화 관광부, 전국인민대표대회(이하 전인대) 등이 실제 사업을 지원하며, 대학· 연구기관·기업 등 민간 조직의 참여도 독려하고 있다.
특히 중국에게 민감한 동튀르키스탄 망명정부, 티베트 독립운동, 홍콩 독립운동 대만의 독립에 대해서 비판적인 여론을 형성하는데 힘쓰고 있다.

## 서방 국가와 마찰
통일전선부에 소속된 중국인이 간첩 행위로 인해서 입국 금지를 당한 사례가 있다. 대표적으로 영국의 요크 공작 앤드루와 친분이 있는 양텅보가 있다. 그리고 체코, 헝가리 등에서 통일전선부의 활동이 발견되고 있다고 유럽 국가의 정보기관에서 발표하였다.

## 역대 중앙통일전선공작부장
1. 왕밍
2. 펑전
3. 저우언라이
4. 리웨이한
5. 쉬빙
6. 리다장
7. 우란푸
8. 양징런
9. 옌밍푸
10. 딩광건
11. 왕자오궈
12. 류옌둥
13. 두칭린
14. 링지화
15. 쑨춘란
16. 유취안
17. 스타이펑
18. 리간제[15]